# Kizomys
Kizomys (ukr. Кізомис) – wieś na południu Ukrainy, w obwodzie chersońskim, w rejonie biłozerskim. Położona w rejonie ujścia Dniepru do Limanu Dniepru. 1797 mieszkańców.

## Historia
Miejscowość założona 26 lipca 1783 roku jako Kizyj Mys. W 1859 zamieszkiwało tutaj 217 osób w 66 zagrodach.